# Litsea calicaris
Litsea calicaris (ook wel mangeao of tangeao) is een plantensoort uit de laurierfamilie (Lauraceae). Het is een kleine ruige boom die een groeihoogte tot 18 meter kan bereiken. De dunne ovale bladeren hebben een glanzend groene kleur. De bladeren zijn 5 tot 12,5 centimeter lang en 3 tot 5 centimeter breed en taps toelopend naar zowel de punt als de basis. De boom heeft gele bloemen die in trosjes hangen. De bloeitijd is van september tot en met november. Vanaf maart draagt de boom donkerpaarse vruchten. Deze zijn 15 tot 20 millimeter lang.
De soort komt voor op het Noordereiland en de Driekoningeneilanden in Nieuw-Zeeland. Op het Noordereiland komt hij algemeen voor in het gebied tussen Mokau in het westen, Rotorua Lake halverwege en het Mahia-schiereiland in het oosten. Ook in het Nationaal park Whanganui wordt de soort aangetroffen, wat de meest zuidelijke locatie is waar hij voorkomt. De boom groeit in kustbossen, laaglandbossen en lagere montane bossen.

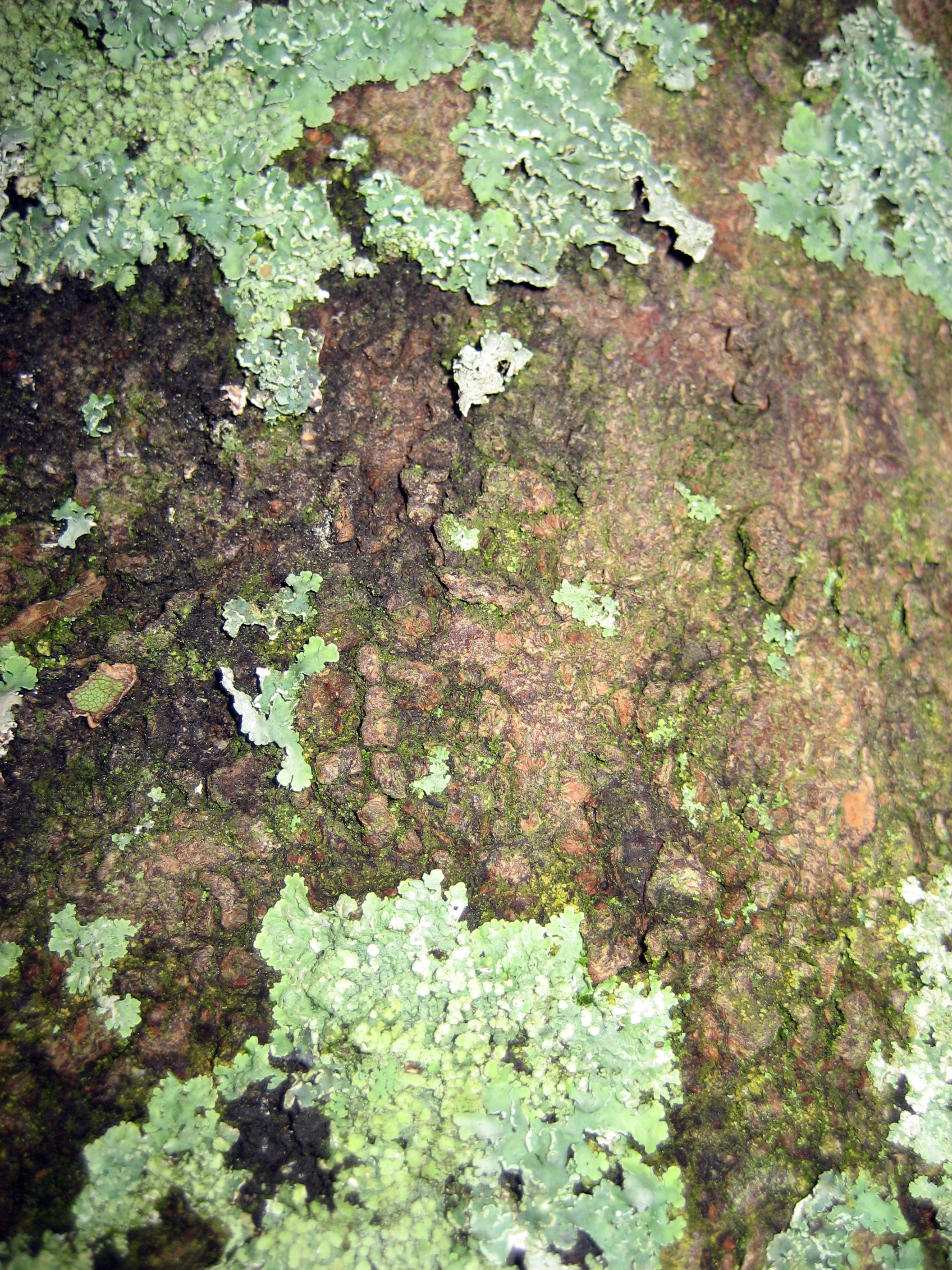
Schors
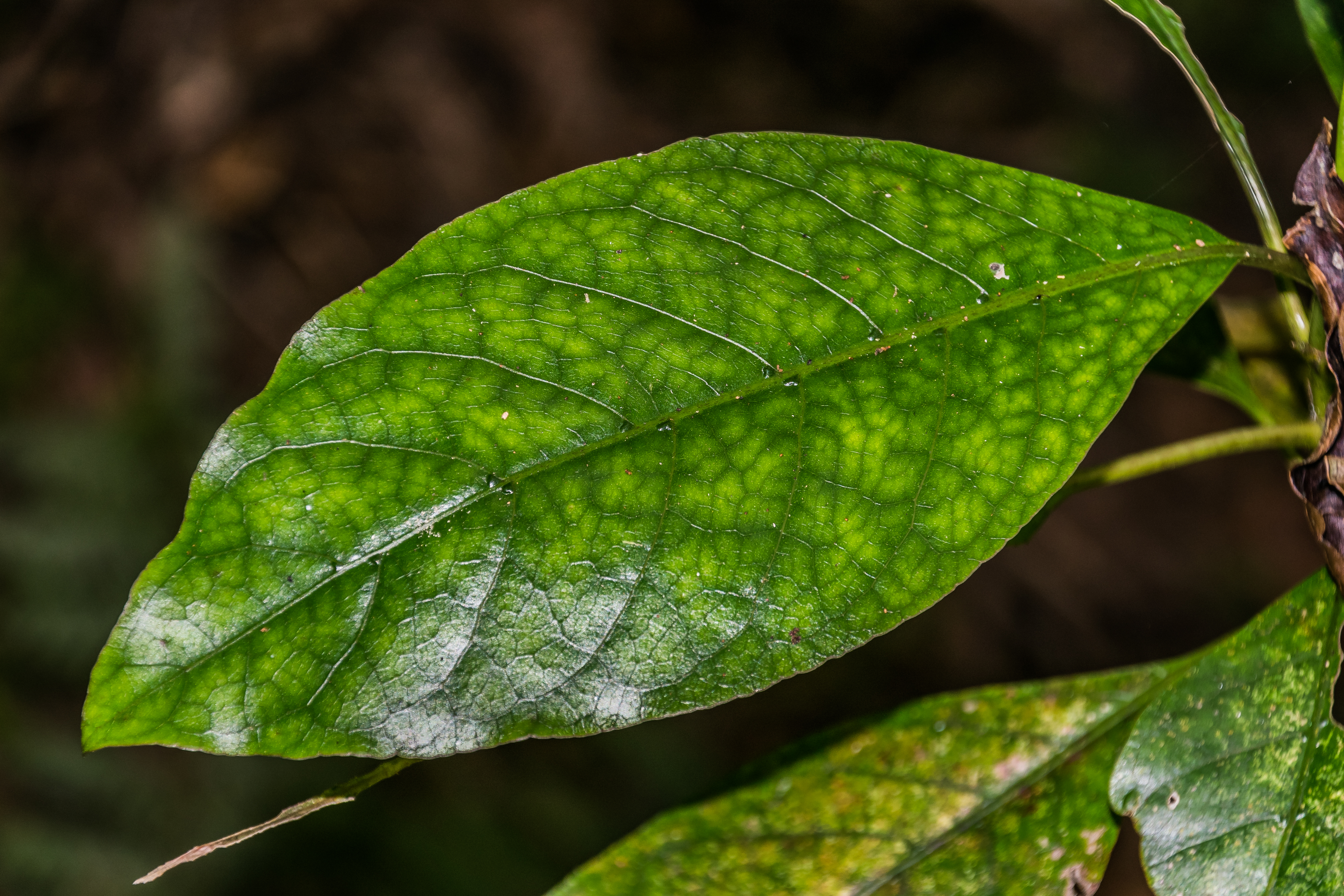
Blad
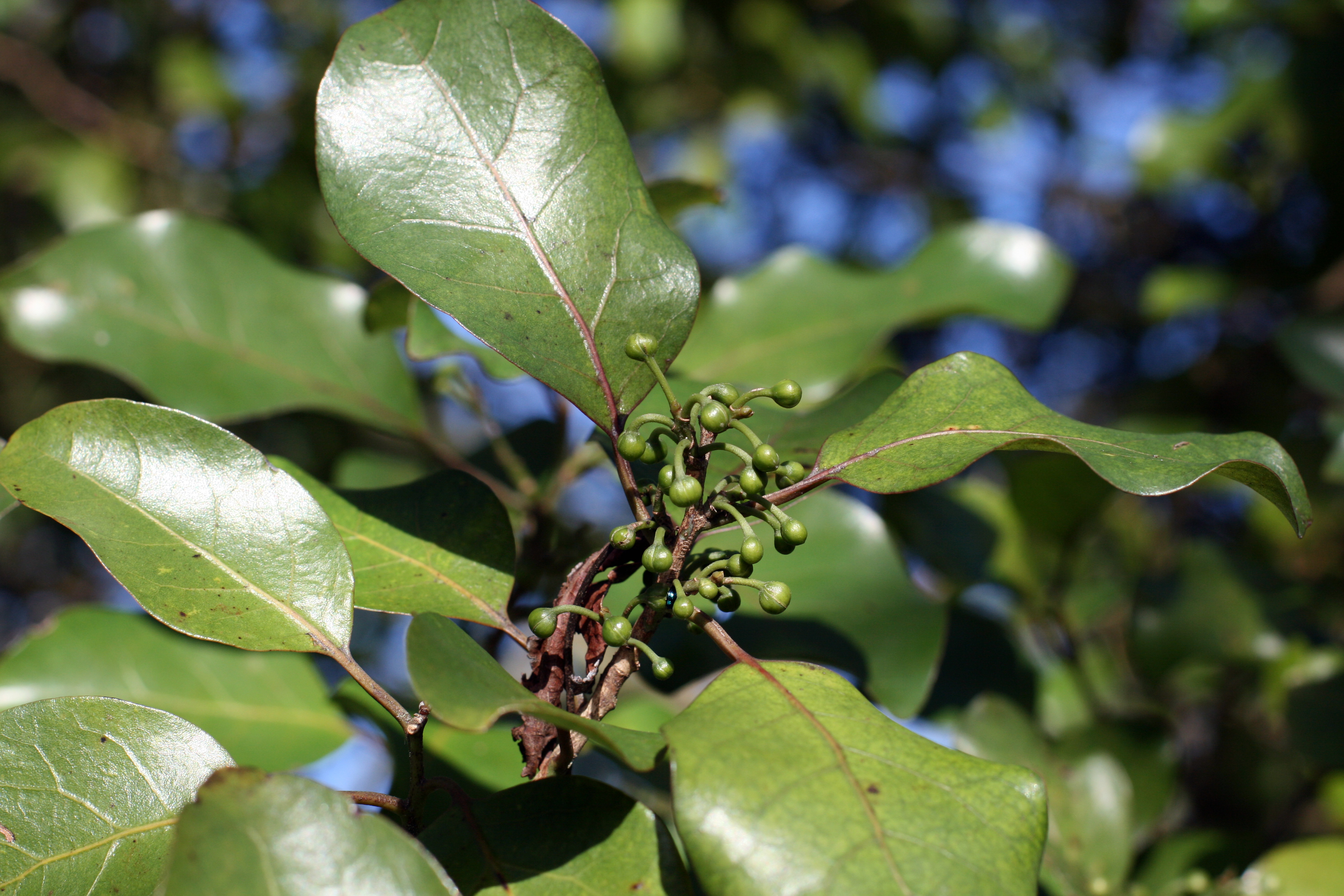
Jonge bloemknoppen